# (1527) Malmquista
(1527) Malmquista es un asteroide perteneciente al cinturón de asteroides descubierto por Yrjö Väisälä el 18 de octubre de 1939 desde el observatorio de Iso-Heikkilä, Finlandia.

## Designación y nombre
Malmquista fue designado inicialmente como 1939 UG.
Más tarde se nombró en honor del astrónomo sueco Gunnar Malmquist (1893-1982).

## Características orbitales
Malmquista está situado a una distancia media de 2,227 ua del Sol, pudiendo acercarse hasta 1,785 ua. Su inclinación orbital es 5,194° y la excentricidad 0,1986. Emplea 1214 días en completar una órbita alrededor del Sol.